# 유럽 대학 연구소
유럽 대학 연구소(European University Institute, EUI)는 유럽의 대학원, 연구 중점 대학이다. 주 캠퍼스가 이탈리아 피렌체현의 피에솔레에 있으며 유럽 23개국과 유럽 연합의 후원으로 운영되고 있다.